# Reginald Talbot
Reginald Talbot (ur. 11 lipca 1841 w Londynie, zm. 15 stycznia 1929 tamże) – brytyjski żołnierz i polityk, generał, w latach 1869–1874 poseł do Izby Gmin, w latach 1904–1908 gubernator Wiktorii.

## Życiorys

### Kariera wojskowa i parlamentarna
Pochodził z arystokratycznej rodziny, jego ojcem był 18. hrabia Shrewsbury, zaś dziadkiem od strony matki 2. markiz Waterford. Urodził się jednak jako trzeci syn, wobec czego nie miał realnych szans na odziedziczenie ojcowskiego tytułu. Ukończył Harrow School, po czym wstąpił do British Army, gdzie w 1859 otrzymał szlify oficerskie jako podporucznik.
W 1869 przerwał karierę wojskową i zajął się polityką. Został wybrany do Izby Gmin w barwach Partii Konserwatywnej. Zasiadał w parlamencie przez jedną kadencję, do 1874 roku. Następnie wrócił do wojska i trafił do Afryki. Walczył w wojnie brytyjsko-zuluskiej w 1879. Później służył w Egipcie, brał też udział w niesławnej i nieudanej ekspedycji mającej uratować więzionego w Chartumie generała Charlesa Gordona. W latach 1889–1895 pracował w ambasadzie Wielkiej Brytanii w Paryżu jako attaché wojskowy. W 1898 otrzymał awans generalski, zaś rok później został dowódcą brytyjskich sił okupacyjnych w Egipcie. W 1903 przeszedł w stan spoczynku.

### Gubernator
W 1904 został mianowany na, w dużej mierze ceremonialne, stanowisko gubernatora Wiktorii. Dał się poznać jako energiczny urzędnik, chętnie opuszczający swoją rezydencję w Melbourne i podróżujący po całym stanie, aby lepiej poznać problemy jego mieszkańców. W swoich wystąpieniach kładł duży nacisk na różne formy pracy u podstaw, w szczególności rozwój szkolnictwa, zwłaszcza technicznego. Pełnił urząd gubernatorski do czerwca 1908 roku, po czym przeszedł na emeryturę.

### Późniejsze życie
Jako emeryt Talbot nadal pozostawał aktywny. W latach I wojny światowej i późniejszych zaangażował się zwłaszcza w pomoc powracającym z frontu, okaleczonym żołnierzom. Zmarł w Londynie w styczniu 1929, przeżywszy 87 lat.

## Odznaczenia
W 1885 został kawalerem Orderu Łaźni. W 1902 został awansowany do rangi Rycerza Komandora tego orderu, co pozwoliło mu dopisywać przed nazwiskiem tytuł Sir.